# Pseudoryzomys simplex
Pseudoryzomys simplex (Winge, 1887) è un roditore della famiglia dei Cricetidi, unica specie del genere Pseudoryzomys (Hershkovitz, 1962), diffuso nell'America meridionale.

## Descrizione

### Dimensioni
Roditore di piccole dimensioni, con la lunghezza della testa e del corpo tra 103 e 127 mm, la lunghezza della coda tra 102 e 133 mm, la lunghezza del piede tra 27 e 31 mm, la lunghezza delle orecchie tra 13 e 19 mm e un peso fino a 56 g.

### Caratteristiche craniche e dentarie
Il cranio presenta un rostro accorciato e una regione inter-orbitale stretta. I fori palatali sono sottili e lunghi, il palato è lungo e liscio. La bolla timpanica è piccola, la mandibola è corta e profonda. Gli incisivi superiori sono stretti e notevolmente opistodonti, ovvero con le punte rivolte verso l'interno, i molari hanno la corona bassa e la struttura delle cuspidi semplificata. 
Sono caratterizzati dalla seguente formula dentaria:

### Aspetto
La pelliccia è ruvida. Le parti dorsali sono brunastre brizzolate mentre quelle ventrali sono giallastre o giallo-brunastre con la base dei peli grigia. Le orecchie sono piccole, ricoperte di corti peli dello stesso colore della testa. I piedi sono lunghi e sottili con le tre dita centrali molto più lunghe di quelle esterne, i talloni sono lisci e privi di peli mentre le piante sono ricoperte di piccoli tubercoli e sono fornite di cinque o sei cuscinetti carnosi. La coda è lunga circa quanto la testa ed il corpo, scura sopra e più chiara sotto, ricoperta di corti peli e di scaglie. Le femmine hanno quattro paia di mammelle. Sono privi di cistifellea.

## Biologia

### Comportamento
È una specie terricola.

## Distribuzione e habitat
Questa specie è diffusa negli stati brasiliani di Amapá, Amazonas, Bahia, Goiás, Mato Grosso, Mato Grosso do Sul, Minas Gerais, Pernambuco, San Paolo e Tocantins, Argentina settentrionale, Paraguay centrale ed occidentale, Bolivia orientale e nell'estrema parte sud-orientale del Perù.
Vive nelle praterie tropicali e subtropicali del Chaco, Cerrado e Caatinga con persistenti piogge stagionali fino a 900 metri di altitudine.

## Conservazione
La IUCN Red List, considerato il vasto areale, la popolazione presumibilmente numerosa e la presenza in diverse aree protette, classifica P. simplex come specie a rischio minimo (Least Concern).